# یاورزن
یاورزن (به لاتین: Yavarzan) یک منطقهٔ مسکونی در افغانستان است که در ولایت بدخشان واقع شده‌است.